# CB Milton
Clarence Milton Bekker, también conocido como CB Milton y "Clarence Bekker" (Surinam, 11 de abril de 1968), es un cantante holandés de música euro house. Comenzó su carrera musical en la banda holandesa Swinging Soul Machine con veinte años, siendo el músico más joven de la agrupación. Sus mayores éxitos son: It's a Loving Thing, Send Me an Angel y Open Your Heart que llegaron a las listas de éxitos de Holanda, Bélgica y el Reino Unido. Hasta ahora ha grabado tres álbumes: It's my Loving Thing (1994), The Way to Wonderland (1996) y From Here To There (1998), para la empresa discográfica Byte Records de Amberes, Bélgica.
Desde mediados de la década de 2000 se trasladó a Barcelona donde un promotor (Ferran Benavent) por casualidad le oyó cantar y le pidió si quería grabar unas canciones en su estudio, él accedió y poco después resurgió otra vez y volvió a ganar fama.
Además aprovechó su estadía en esta ciudad para colaborar con diversos grupos y Djs locales. En 2007 le puso voz al éxito "Shine on Me" de los  Djs y productores españoles Taito Tikaro, J. Louis y Ferran Benavent, quiénes lo convocaron en varias de sus producciones.
CB Milton aparece como Clarence Bekker en el disco y DVD creado y publicado por el proyecto musical Playing for Change en abril del 2009. Allí participa con muchos otros artistas, en las canciones Stand by Me (Ben E. King), Don't Worry (Pierre Minetti) e Imagine (John Lennon).

## Discografía

### Álbumes
- 1994: It’s My Loving Thing
- 1996: The Way to Wonderland
- 1998: From Here to There
- 2012: Old Soul (como Clarence Milton Bekker)

### Sencillos
- 1993: "Send Me an Angel"
- 1993: "No One Else"
- 1994: "It’s a Loving Thing"
- 1994: "Hold On (If You Believe in Love)"
- 1994: "Open Your Heart"
- 1995: "A Real Love"
- 1996: "How Do I Know"
- 1996: "Time Is Up"
- 1996: "Show Me the Way"
- 1996: "If You Leave Me Now"
- 1998: "What About Me?"
- 1998: "Get into My Life"
- 1998: "We Are the One"
- 1998: "Carry On"

### Colaboraciones
- 2001: "Something Goin’ On" (Mark van Dale feat. CB Milton)
- 2007: "Shine on Me" (Tikaro, J. Louis & Ferran feat. Clarence)
- 2007: "Miracle Of Love" (Taito Tikaro & Selva feat. Clarence)
- 2009: "Today Is My Day" (Taito Tikaro, J.Louis & Ferran Benavent feat. Clarence)
- 2011: "Loving Thing" (Phil Wilde feat. CB Milton)
- 2012: "Waiting for" (Darío Núñez & DJ Neil feat. Clarence)
- 2012: "I'm Going In" (Laurent Wéry feat. Clarence)